# Вендрамини, Франческо
Франче́ско (Франц, Франсуа́) Вендрами́ни (итал. Francesco Vendramini; 1780, Бассано-дель-Граппа, Виченца, Венецианская республика — 22 февраля [5 марта] 1856, Санкт-Петербург, Российская империя; похоронен в Санкт-Петербурге на Смоленском лютеранском кладбище [юго-восточная часть]) — итальянский гравёр и литограф, мастер исторического и портретного эстампа, значительную часть жизни работавший в России; академик (с 1818; ассоциированный член — «назначенный» с 1808), почётный вольный общник (с 1849) и профессор (с 1853) Императорской Академии художеств в Санкт-Петербурге.

## Биография

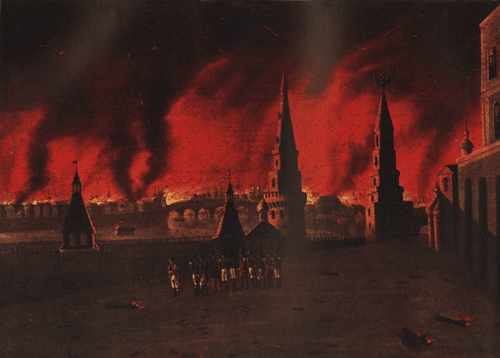
Большой пожар в Москве 1812 г.

Итальянец по происхождению. Младший брат гравёра Джованни (Джона) Вендрамини, отец архитектора, академика Императорской Академии художеств Льва Францевича Вендрамини.
С 1811 года находился в Москве, в 1813—1821 годах жил в Санкт-Петербурге, где издал «Галерею гравированных портретов генералов, офицеров и проч.», весьма ценимую любителями (всего 6 тетрадей с 30 портретами с биографическим текстом на французском и русском языках).
За портрет Петра I, с оригинала (предполагаемого) К. Моора, в январе 1814 года был избран Академией художеств в числе назначенных. Доносил академии, что в бытность его в Москве в 1812 году от пожара потерял всю свою собственность и доску, над которой трудился на звание академика; ему было поручено гравировать портрет архитектора А. Ф. Кокоринова, с портрета Д. Г. Левицкого. Позже был представлен к баллотировке в академики за гравюру с картины Рембрандта, но не выбран. В октябре 1814 года снова просил дать ему программу на академика; сперва дано ему гравировать портрет графа А. С. Строганова, с оригинала Жана-Лорана Монье, a потом «Истязание Спасителя», с картины А. Е. Егорова. В декабре 1817 года представил на звание академика портрет В. Жуковского по оригиналу О. А. Кипренского. В 1818 году выбран в академики.
В 1849 году Вендрамини стал почётным вольным общником Академии художеств; a в 1852, за огромную гравюру «Смерть Петра Доминиканского», с оригинала Тициана, был произведен в профессоры гравирования Академии художеств.

## Избранные портреты

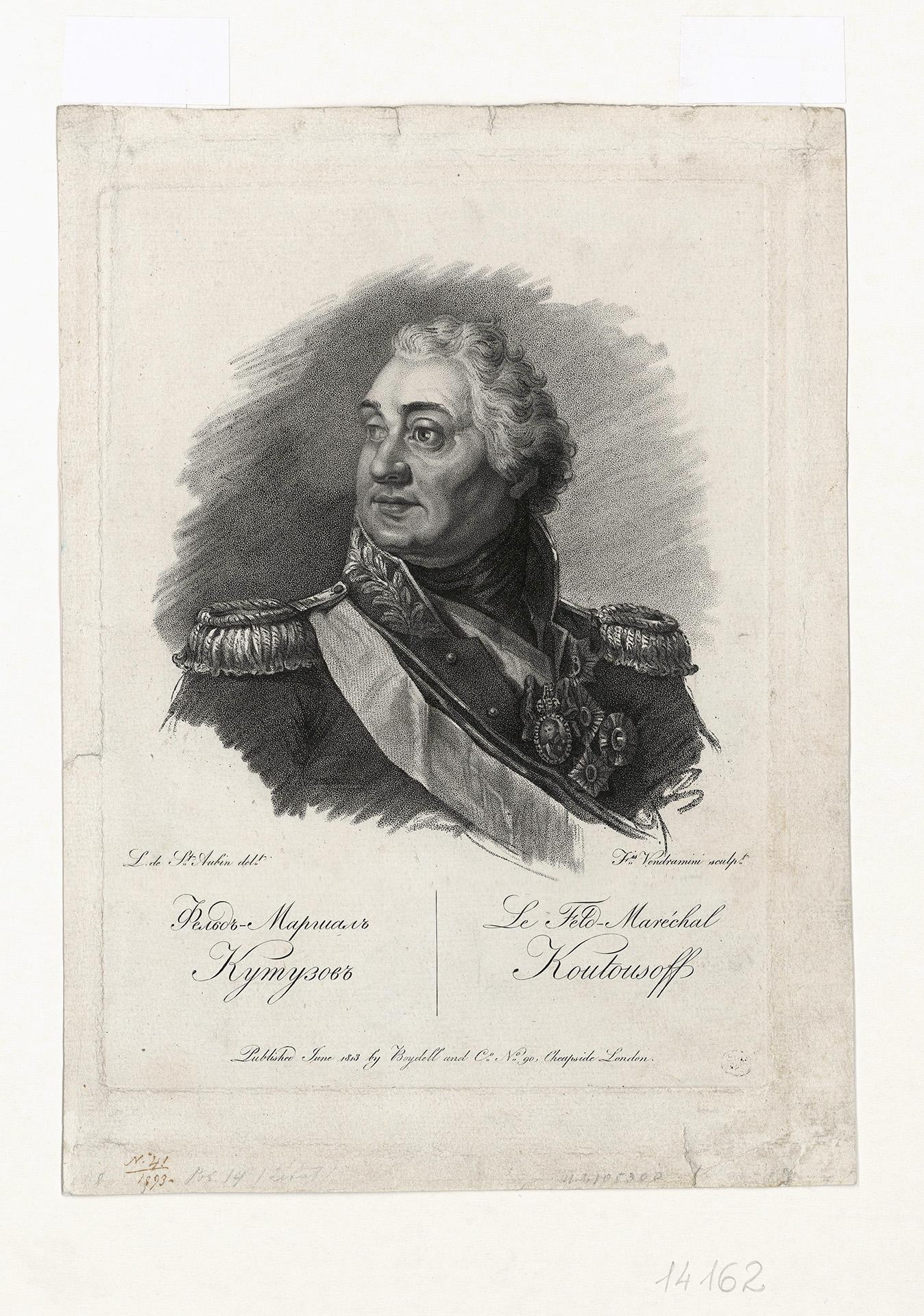
Портрет фельдмаршала М. И. Кутузова
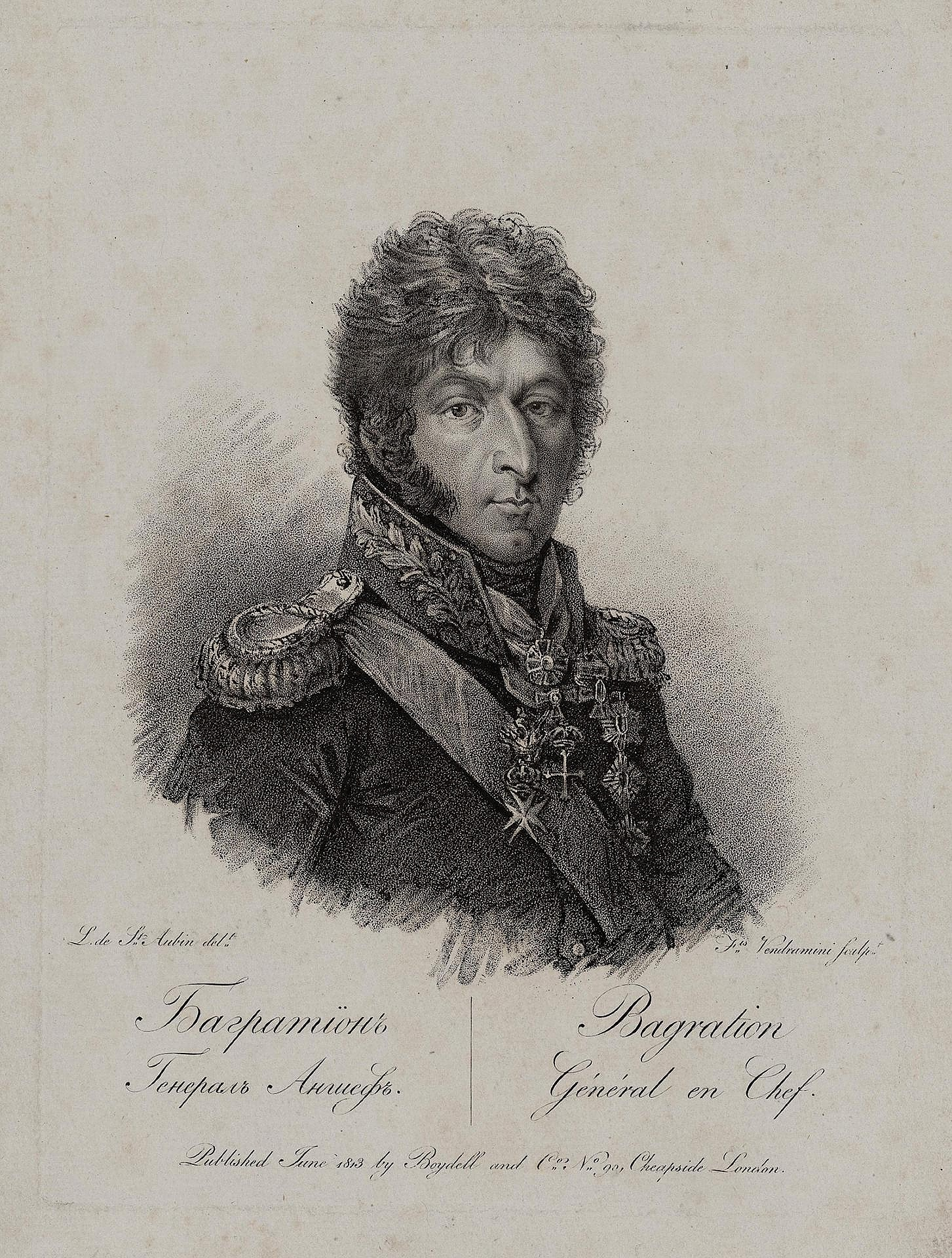
Портрет Петра Ивановича Багратиона. 1813
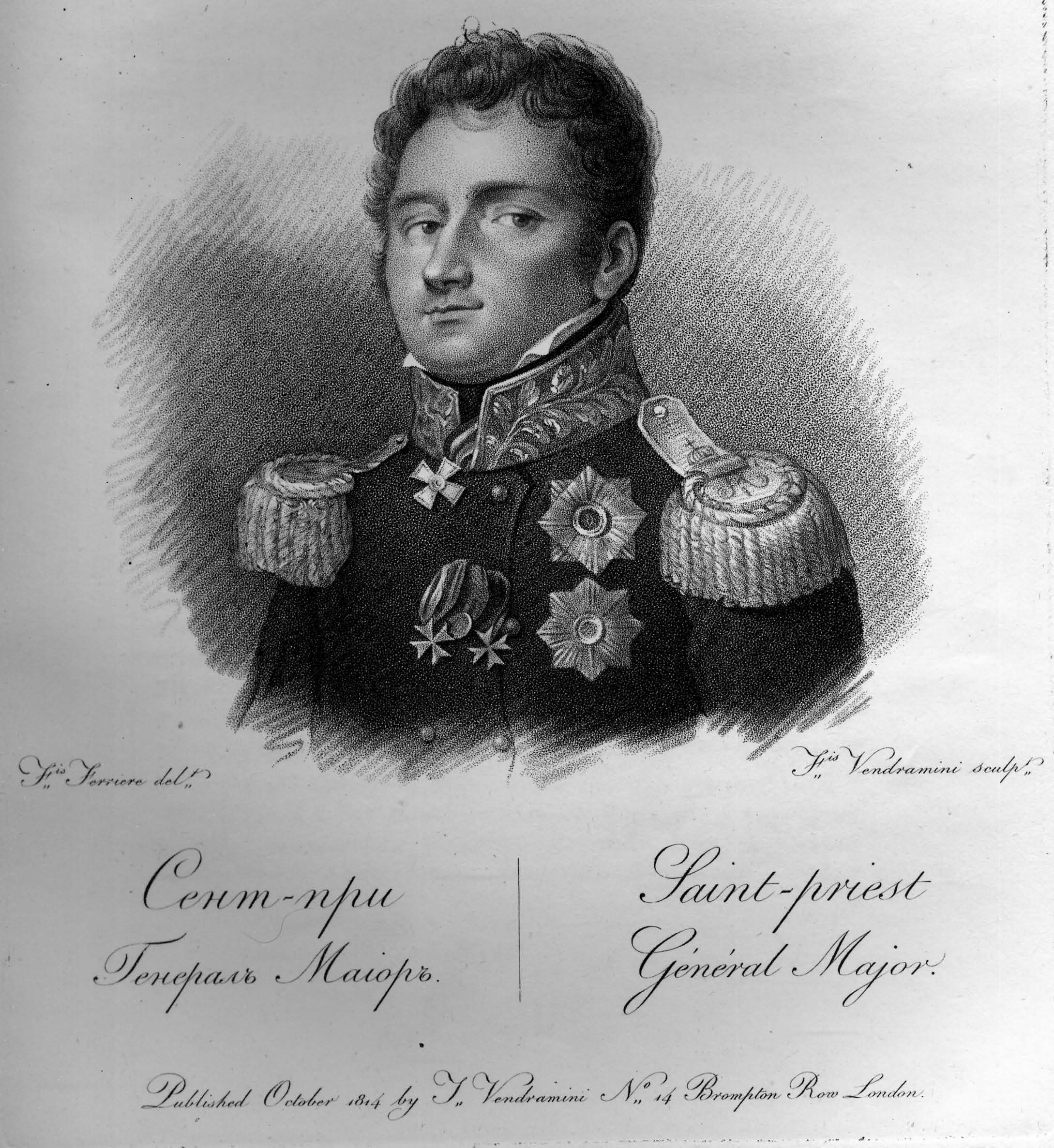
Портрет генерал-майора Сент-При
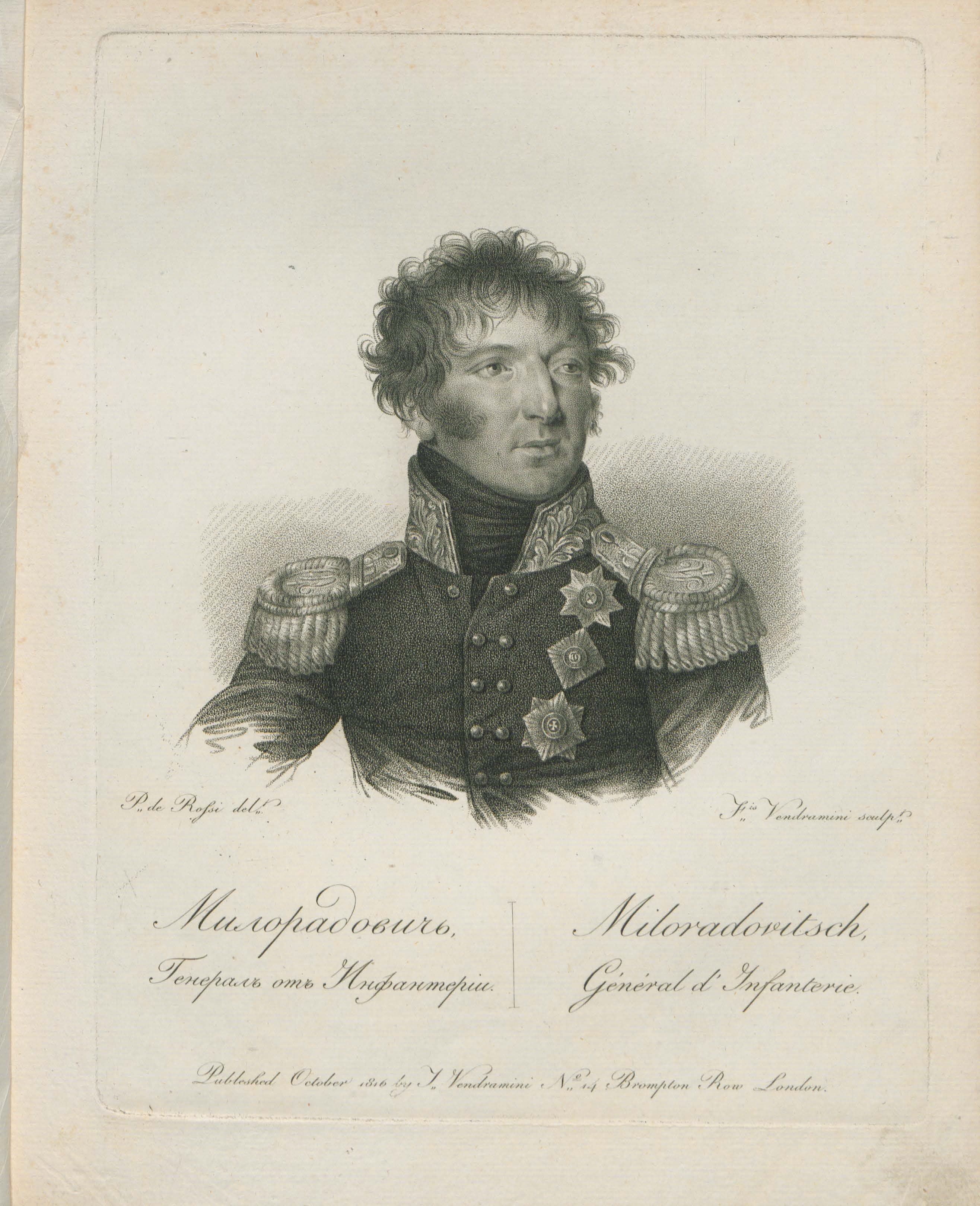
Портрет М. А. Милорадовича
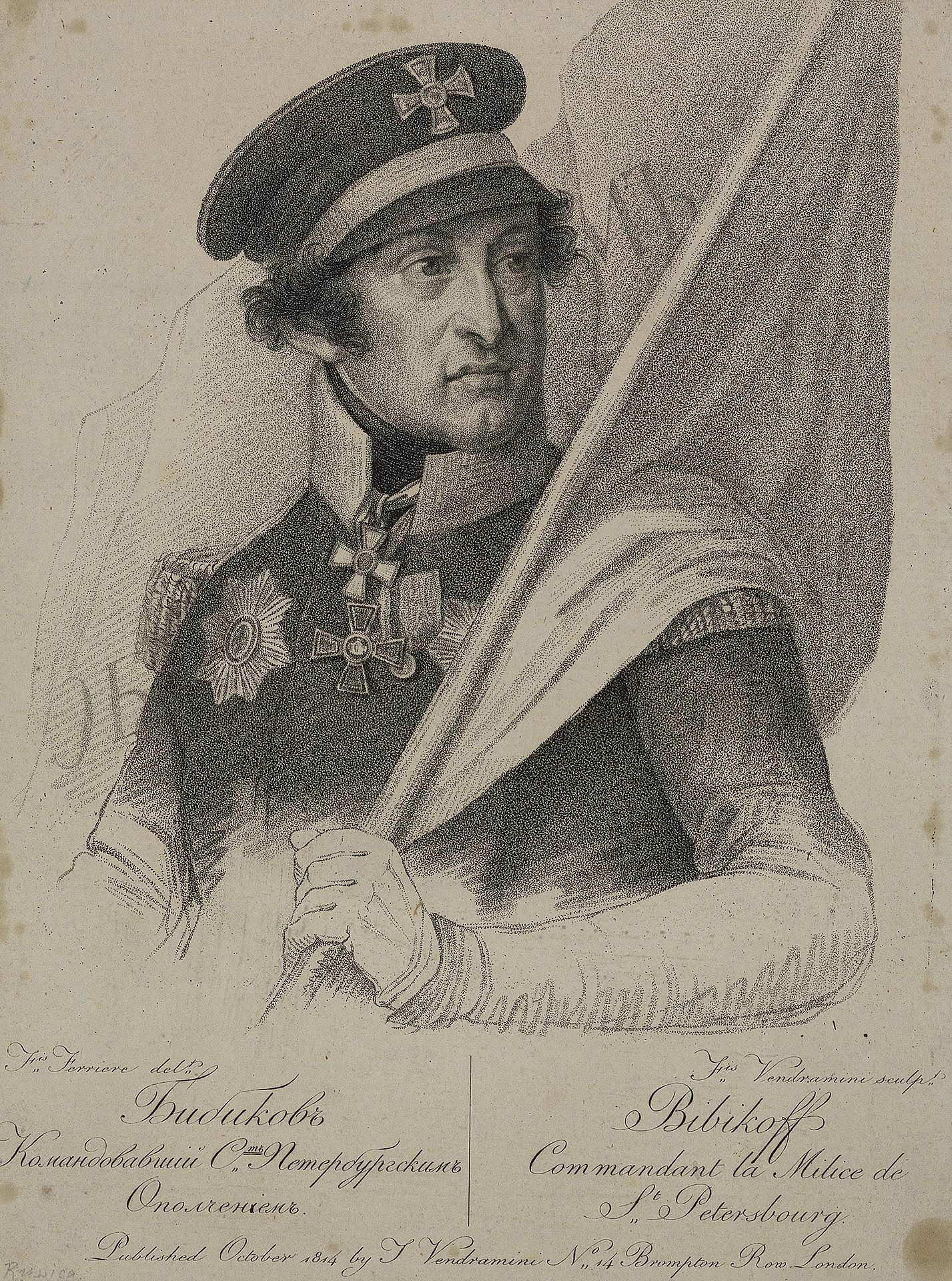
Портрет Александра Александровича Бибикова
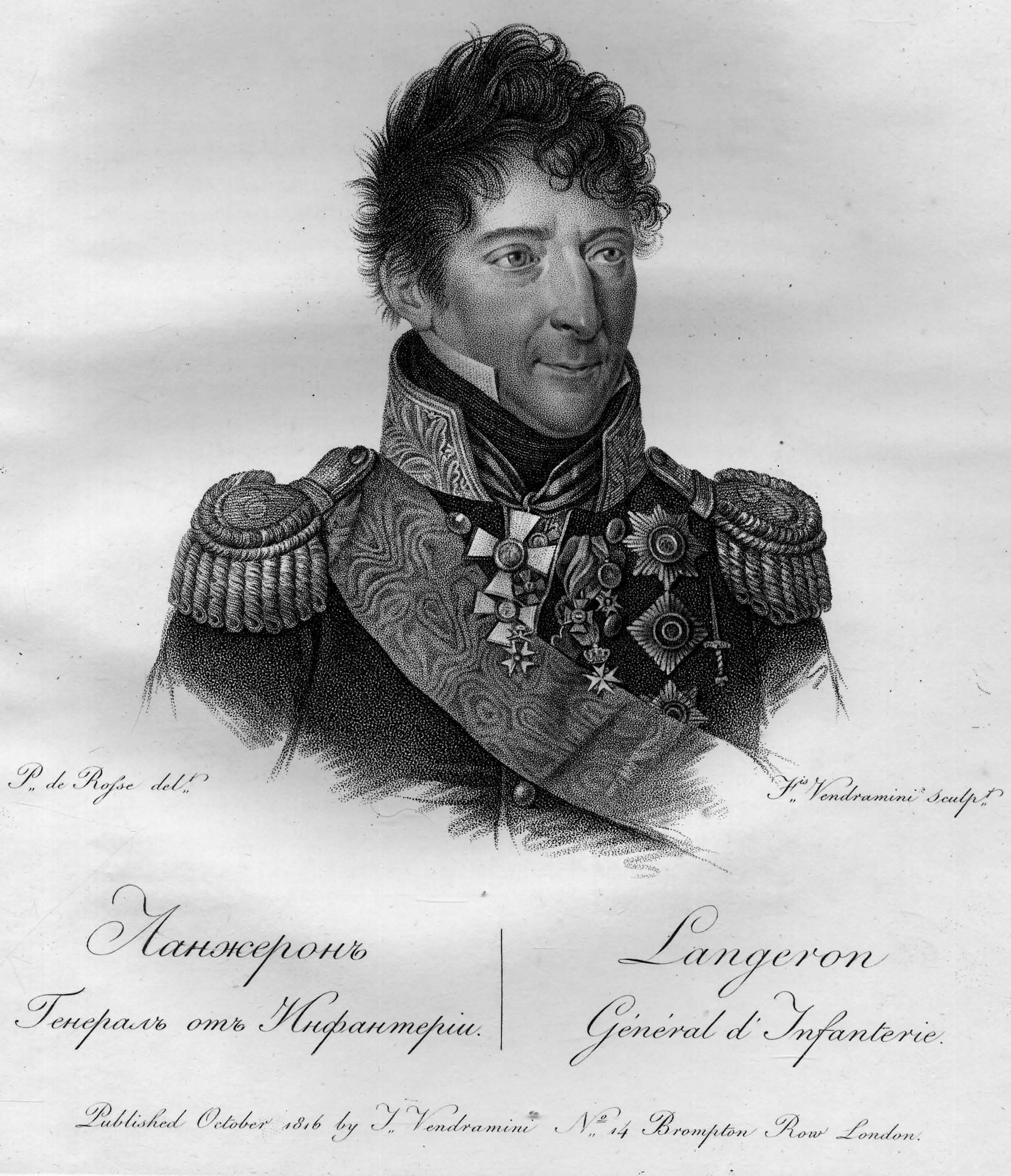
Портрет А. Ланжерона
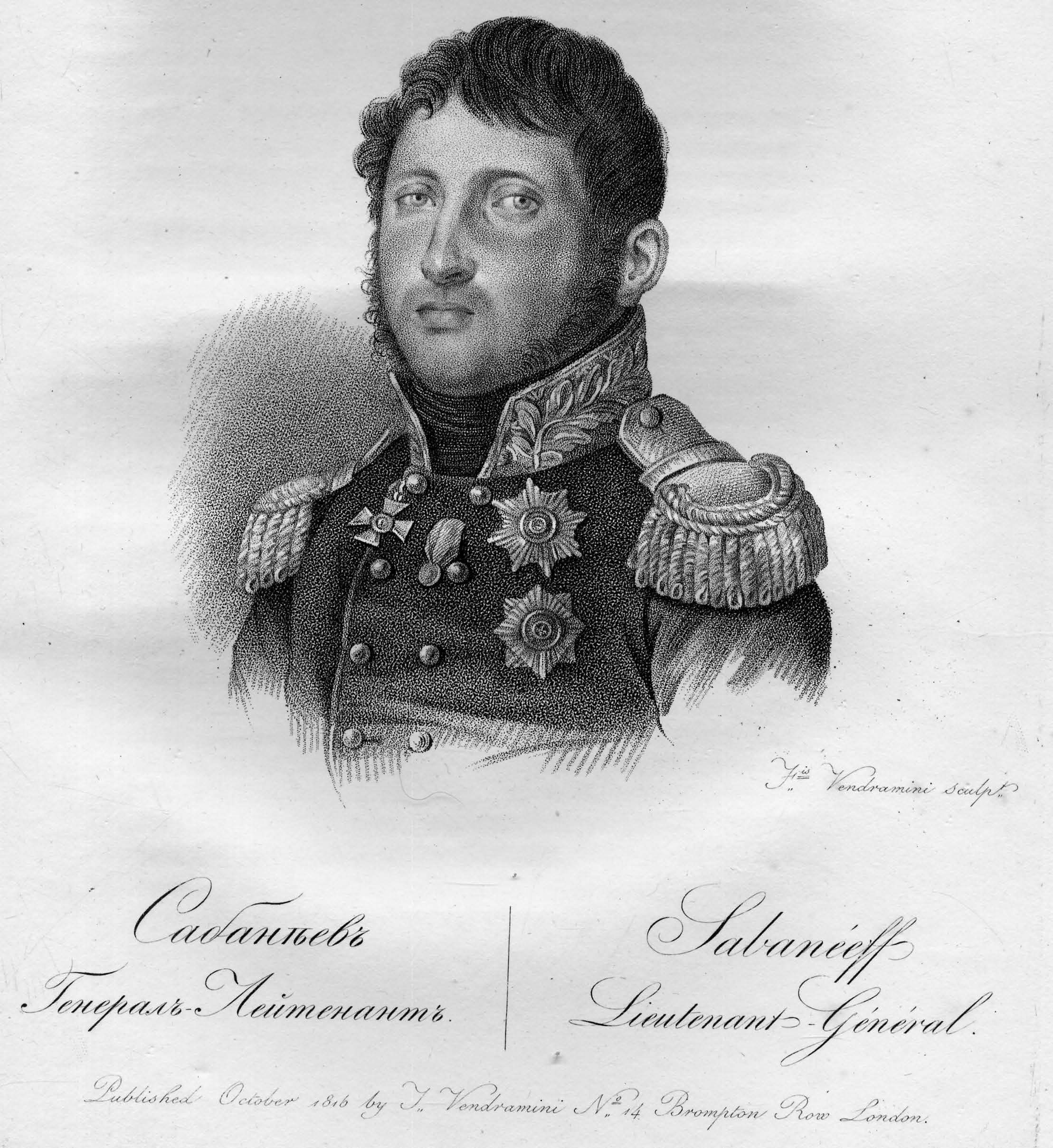
Портрет Ивана Васильевича Сабанеева
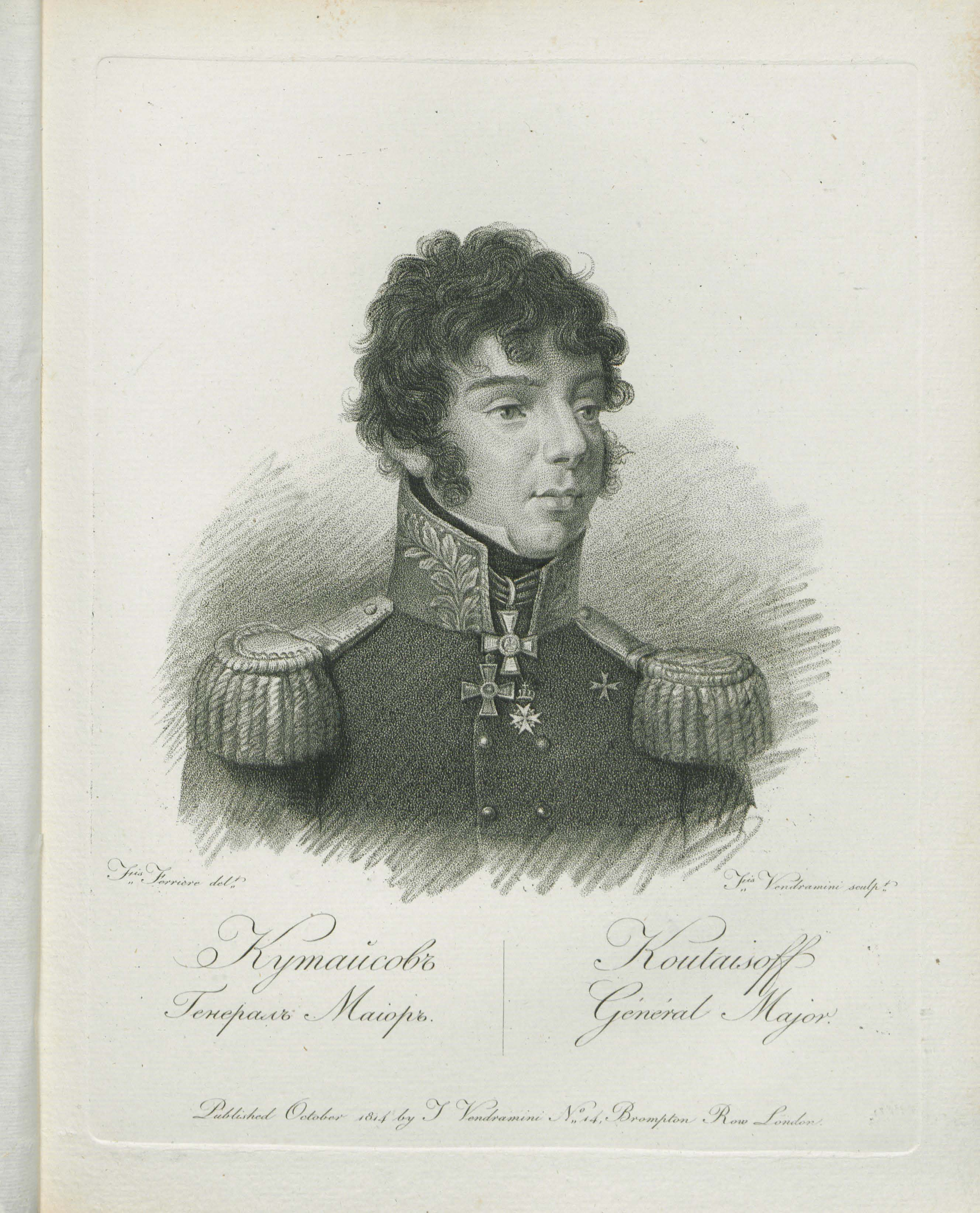
Портрет генерала, графа А. И. Кутайсова